# Gustav Michaelis (Politiker)
Gustav Michaelis (* 16. Juni 1868 in Wismar; † 6. August 1939 ebenda) war ein deutscher Politiker (DDP).

## Biografie
Michaelis absolvierte eine Kaufmannslehre. Nach einem Auslandsaufenthalt übernahm er zusammen mit seinem Bruder Johann nach dem Tod des Vaters die väterliche Weinhandlung in Wismar, Hinter dem Rathaus 3. Sein Bruder stieg jedoch schon 1912 wieder aus dem gemeinsamen Geschäft aus. Gustav Michaelis war von 1902 bis 1908 Mitglied des Bürgerausschusses in Wismar und Freiwilliger im Ersten Weltkrieg. 1919 wurde er für die liberale DDP Abgeordneter im Verfassunggebenden Landtag von Mecklenburg-Schwerin. Er blieb jedoch nur bis 1920 in der Landespolitik.